# Tändsticksflickornas strejk i London 1888

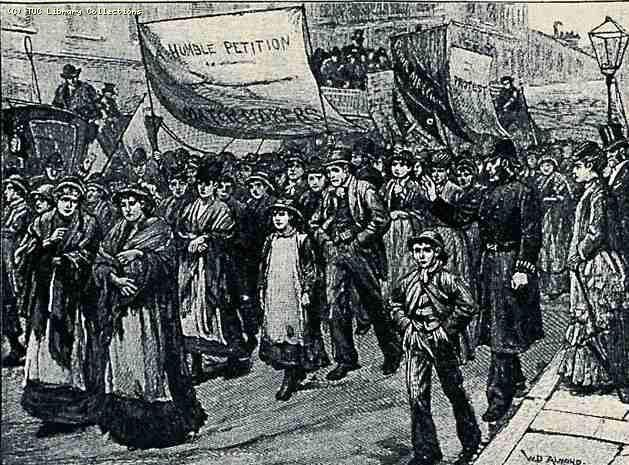
Strejkmarsch

Tändsticksflickornas strejk i London 1888 (engelska: London matchgirls strike of 1888) var en strejk för bättre arbetsvillkor som genomfördes av de kvinnor och tonåriga flickor som arbetade på Bryant & May tändsticksfabrik i London.

## Bakgrund och strejk
Under sommaren 1888 strejkade 1400 arbetare på fabriken, i protest mot dåliga arbetsförhållanden. Däribland fjorton timmars arbetsdagar, dålig lön, godtyckliga löneavdrag och böter, samt hälsofarlig arbetsmiljö. Höga halter av fosfor på arbetsplatsen ledde till fosfornekros i käkarna, så kallad ”käkbrand” eller ”phossy jaw”.
Strejken var framgångsrik och efter tre veckor gick fabriksledningen med på flera krav.
Politiskt radikala och intellektuella i London stödde och engagerade sig i strejken, bland andra Annie Besant, George Bernhard Shaw och Emmeline Pankhurst.
Besant har pekats ut som strejkledare, men historikern Louise Raw har påpekat att Besant till en början var emot strejken, och att aktionen framför allt organiserades av fabriksarbetarna själva.

## Eftermäle
Strejken ska ha inspirerat den kända Hamnarbetarstrejken i London 1889. Den 27 juli 1888 bildades fackföreningen för kvinnliga tändsticksarbetare (Union of Women Match Makers). Liknande strejker uppstod efter detta i flera länder. Tändsticksflickornas strejk har därför pekats ut som den tändande gnistan för den moderna fackföreningsrörelsen i Europa. Friedrich Engels kallade strejken i tändsticksfabriken för “den lätta knuffen som startade en lavin”. Fackföreningsledaren Henry Snell skrev 1936 att strejken bör betraktas som en av de viktigaste händelserna i arbetarrörelsens historia i något land.
2022 meddelade den statliga myndigheten English Heritage att tändsticksflickornas strejk skulle firas med en blå plakett på platsen för den tidigare Bryant och May-fabriken i Bow i London. Plaketten avtäcktes i Bow Quarter, Fairfield Road, Tower Hamlets den 5 juli 2022 av skådespelerskan Anita Dobson och av Sam Johnson, barnbarn till strejkkommitténs ledare Sarah Chapman.

## I populärkulturen
1966 samarbetade den brittiske skådespelaren Bill Owen med låtskrivaren Tony Russell för att skapa musikalen The Matchgirls, om strejken. Ett evenemang för att fira 125-årsjubileet av strejken hölls i Bishopsgate i London 2013. Tändsticksflickorna var också med i ett avsnitt av BBC:s Ripper Street, som sändes den 11 november 2013. Avsnittet skildrade offer för förhållandena i fabrikerna som sökte hämnd på inblandade parter. Tändsticksflickorna hyllades under "HerStory" − en videohyllning till framstående kvinnor på U2:s turné 2017.
Filmen Enola Holmes 2 refererar till strejken.